# 구매력 평가

Purchasing Power Parity (PPP)

구매력 평가(購買力平價, purchasing power parity, PPP)란 환율이 양국 통화의 구매력에 의하여 결정된다는 이론으로 일물일가의 법칙이 성립함을 가정하고 있으며, 이것은 스웨덴의 경제학자인 구스타프 카셀(Karl Gustav Cassel, 1866. 10. 20. - 1945. 1. 14.)이 제시하였다.

## 설명
국제적으로 일물일가의 법칙이 성립하면, 환율은 양국의 물가수준의 비율로 나타낼 수 있으며, 이를 다른 말로 절대적 구매력평가(absolute PPP)라고도 한다.

### 상대적 구매력 평가
절대적 구매력 평가설에 의한 환율의 변화율은 양국의 인플레이션율 차이로 나타낼 수 있는데 이를 상대적 구매력평가(relative PPP)이라고 한다.

## 목록
- 구매력평가 기준 국내총생산순 나라 목록
- 구매력평가 기준 일인당 국내총생산순 나라 목록

## 같이 보기
- 빅맥 지수
- 명목 국내총생산순 나라 목록
- 명목 일인당 국내총생산순 나라 목록